# Нове мистецтво
Нове мистецтво — радянський український ілюстрований театральний тижневик. 

## Історія
Видавали з 1925 по 1928 рік в Харкові українською мовою, причина припинення видання невідома. Тираж — 2 тисячі примірників; потім понад 3 тисячі.
Орган відділу мистецтв управління Головполітосвіти УСРР, а з 1927 року — відділу мистецтв Управління політосвіти УСРР. 
Відповідальний редактор М. Христовий (фактичний редактор — В. Бутенко); члени редколегії — К. Рафальський, Б. Лівшиць, М. Любченко.
За спогадами Ю. Смолича, «фактичний редактор діяв одноосібно й самочинно: писав, редагував, верстав, правив коректу й навіть здійснював експедицію — в ті часи так працювали майже по всіх журналах, і журнали робили одна-дві людини».
Улітку «Нове мистецтво» не виходило. Журнал робив перерву разом із театральним і концертним сезоном, а потім відновлювався восени.
Спочатку для «Нового мистецтва» виділили кімнату в будівлі державного театру на Сумській (тоді — вул. Карла Лібкнехта), тоді її займала трупа театру імені Франка (тепер — імені Шевченка). «Нове мистецтво» виходило з жовтня 1925 року, «Березіль» помінявся з франківцями й перебрався в Харків лише за рік. Потім журнал відкрив своє представництво в Києві, кімнату для редакції знайшли в приміщенні театру імені Івана Франка. Відтоді для київських читачів готували спеціальний додаток із програмами й лібрето всіх київських театрів.

## Опис
Публікували статті з театрознавства, образотворчого мистецтва, музики й кіно, друкували мистецьку хроніку, поезію, фейлетони, рецензії, програми театрів, перелік п'єс, дозволених для постановки на сцені Вищим репертуарним комітетом Управління політосвіти наркомату освіти УСРР, матеріали про акторів, диригентів, режисерів, композиторів, художників, оперних співаків та їх фото, інформували про художні виставки, вистави в театрах України та за її межами. Постійні рубрики: «По театрах України», «Рецензії», «Програми театрів і кіно», «Хроніка», «Бібліографія». Також проводили анкетування на різні теми.
У журналі вміщували фото сцен із театральних спектаклів, репродукції картин та театральних декорацій А. Петрицького, Ж. Гросса, В. Комардьонкова, В. Мюллера, І. Падалки, В. Касіяна, С. Довгаля, дружні шаржі О. Довженка. В оформленні обкладинок брали участь А. Петрицький, В. Єрмилов. Друкували твори Остапа Вишні (більшість його текстів склали збірку «Вишневі усмішки театральні» (1927)), Ю. Смолича, В. Сосюри, публікації театрального критика І. Туркельтауба.
Дописувачами журналу також були: драматург Я. Мамонтов, режисер Л. Болобан, композитор П. Козицький, музикознавець Я. Юрмас, літературознавець і критик Микола Плеський, художник Антін Комашка, театрознавець і кінознавець М. Шелюбський.
Журнал не містив статей з історії мистецтва — для цього існували літературно-мистецькі щомісячники, як-от «Червоний шлях» у Харкові та «Життя й революція» в Києві.
Читомо характеризує журнал як «цікавий, яскравий і різнобічний, адже він писав про театр, музику, кіно, малярство, скульптуру».